# Kétou
Kétou – miasto w Beninie, w departamencie Plateau. Położone jest około 100 km na północ od stolicy kraju, Porto-Novo. W spisie ludności z 11 maja 2013 roku liczyło 39 626 mieszkańców.